# Wilhelm Kratz (Widerstandskämpfer, 1902)
Wilhelm Kratz (* 6. Januar 1902 in Köln; † 10. November 1944 in Köln-Ehrenfeld) war ein deutscher Widerstandskämpfer gegen den Nationalsozialismus und NS-Opfer. Er gehörte zu den dreizehn Ermordeten, die am 10. November 1944 ohne Gerichtsurteil durch ein Sonderkommando der Gestapo am Bahndamm in Ehrenfeld hingerichtet wurden.

## Leben
Wilhelm Kratz war von Beruf Kraftfahrer und wohnte mit seiner Frau in der Vogelsanger Straße in Köln-Bickendorf. Inwiefern er Mitglied oder im weiteren Umfeld der illegalen Ehrenfelder Gruppe um Hans Steinbrück war, zu der geflohene Ostarbeiter und KZ-Häftlinge, Deserteure und vermutlich auch einige wenige jüngere Edelweißpiraten gehörten, wird in der Literatur unterschiedlich bewertet. Der Historiker Matthias von Hellfeld rechnete ihn 1981 „mit einiger Sicherheit“ dem kriminellen Teil der Gruppe zu, da er sich bereits im April 1920 wegen schweren Diebstahls und Urkundenfälschung vor deutschen Gerichten verantworten musste. Die Angaben stammen aus einer 1952 erstellten Strafakte. Der Jurist Winfried Seibert fand 2014 in einer Arbeit zur „Kölner Kontroverse“ um die Vorgänge in Ehrenfeld keinerlei Hinweise, dass Kratz Steinbrück überhaupt gekannt habe und zählt ihn definitiv nicht zu der Gruppe. Auch die Vorwürfe der Gestapo gegen ihn hätten in keinerlei Zusammenhang mit der Steinbrück-Gruppe gestanden.
Nach der Entdeckung eines Waffenlagers der Steinbrück-Gruppe, und nachdem es im Herbst 1944 zu gewaltsamen Zusammenstößen mit Staatsorganen bis hin zu einer Schießerei mit Toten gekommen war, wurde bis in den Oktober hinein eine höhere zweistellige Anzahl Personen festgenommen, darunter Kratz. Vom 30. September bis 10. November 1944 wurde er mit insgesamt mindestens neun weiteren Personen im Gefängnis der Kölner Gestapo in der Abtei Brauweiler inhaftiert und vernommen. Aus der so genannten „Terror-Akte“ des Gestapo-Kommandos unter Kommissar Ferdinand Küttner geht hervor, dass man ihm neben einer offen kommunistischen Einstellung die illegale Unterbringung von Ostarbeitern vorwarf. Außerdem solle er – der Akte zufolge – einen Ostarbeiter zum Mord an einem Nachbarn angestiftet haben. Seibert widerlegt einzelne Details dieser Vorwürfe als unrichtig und schränkt insgesamt sein Urteil bezüglich der Mitgliedschaft in der Steinbrück-Gruppe dahingehend ein, das die Verhältnisse in dieser Zeit und in dieser „kleinen und engen Welt“ schon nicht mehr in Ordnung gewesen seien.
Am 10. November 1944 wurde Wilhelm Kratz gemeinsam mit weiteren zwölf der Festgenommenen in der Hüttenstraße von Ehrenfeld ohne Gerichtsverfahren öffentlich gehenkt. Er wurde danach auf Anweisung der Gestapo zusammen mit den anderen Opfern direkt nach der Hinrichtung auf dem Kölner Westfriedhof in Feld II anonym in vier verschiedenen Grabstätten beigesetzt. Eine Zuordnung der genauen Grablage ist nicht mehr möglich.

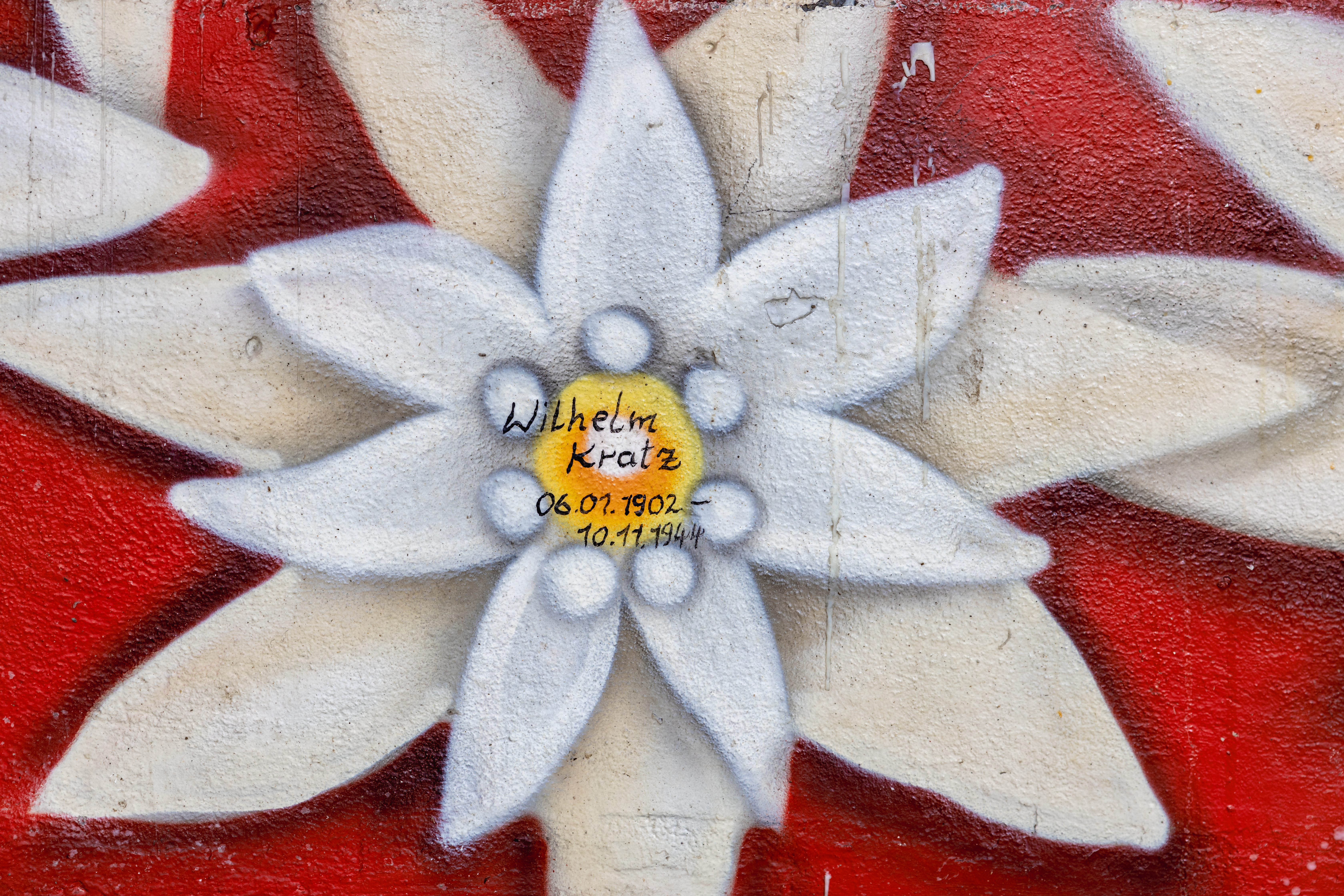
Ausschnitt aus dem Wandgemälde zum Gedenken an die Ereignisse von 1944 an der Bartholomäus-Schink-Straße in Köln-Ehrenfeld

Der Historiker Hellfeld, der Kratz zur Steinbrück-Gruppe zählte, kam 1981 zu dem Ergebnis, dass Kratz’ persönliche Motivation – anders als bei anderen Mitgliedern der Ehrenfelder Gruppe – nicht mehr als eindeutig gegen das nationalsozialistische System gerichtet belegbar sei. Allerdings weise seine Inhaftierung in Brauweiler auf die Einordnung als politischer Widerstand durch die Machthaber hin, da andere Straftäter im Kölner Klingelpütz oder dem Polizeigefängnis festgehalten worden seien.
In Köln-Ehrenfeld wird Wilhelm Kratz seit 2010 im Rahmen eines großen, mehrteiligen Wandgemäldes gedacht, das am Ort der Hinrichtung an die Ereignisse und die ermordeten Personen erinnert.